# Boletín de Información CNT-AIT-FAI
El Boletín de Información CNT-AIT-FAI, originalment amb el subtítol "Informes y noticias facilitadas por la Confederación Nacional del Trabajo" és un butlletí diari editat entre el 22 de juliol de 1936 i el 22 de març de 1938 a Barcelona, durant la Guerra Civil espanyola.

## Història
La seva direcció va ser exercida per l'Oficina d'informació i propaganda del Comitè Regional de Catalunya de la CNT-FAI, amb seu a la Via Durruti (actual Via Laietana) de Barcelona. L'edifici, conegut llavors com a "Casa CNT", era la seu de Fomento del Trabajo que fou confiscada pel sindicat.
Després dels Fets de maig del 1937 i amb la pèrdua de predomini de la CNT-FAI en la política espanyola, i amb la formació del nou govern comunista de Negrín, la publicació va haver de sotmetre's a la censura, com ho acrediten els segells "ejemplar visado por la censura" i el número de sèrie oficial que presenten tots els exemplars de l'últim any (de mitjans de 1937 a mitjans de 1938).
El butlletí va ser editat, a més de l'original en castellà, anglès, alemany, francès, italià, holandès, polonès, suec i esperanto, entre altres llengües. L'últim número vist, el 523 de 22 de març de 1938, s'acomiadava explicant que l'edició passaria a ser setmanal, però no es conserva cap còpia ni es té constància que aquesta publicació setmanal arribés a existir.

## Format
El Boletín de información CNT-AIT-FAI era una publicació d'entre 2 i 8 folis de 33 cm. mecanografiats en blanc i negre, a una sola columna, sense il·lustracions. Les còpies eren ciclostilades. La capçalera només apareixia a la primera pàgina.

## Continguts
La propaganda anarcosindicalista era predominant en el butlletí. A més de nombrosos articles editorials i conferències de ràdio transcrites, s'hi publicaven sovint cròniques i necrològiques de guerra, notes informatives i consignes sindicals. També hi havia nombrosos anuncis de persones i carnets de la CNT desapareguts, així com la publicació de matrícules de vehicles que havien estat expropiats durant la Revolució i havien de ser retornats als seus propietaris.
Els temes centrals de la línia editorial eren l'apologia de la Revolució Social com a prioritat durant la guerra i la promoció de la unitat sindical entre UGT i CNT. Pel que fa a les qüestions internacionals, destaca el seguiment de l'evolució dels feixismes italià i alemany i les tensions europees, que eren analitzades amb l'esperança que poguessin empènyer les democràcies veïnes a intervenir en el conflicte espanyol.
Les informacions no van anar mai signades, excepte els comunicats de premsa d'organismes de la CNT-FAI, que anaven firmats pel comitè o federació responsable d'aquest. Sovint les notes informatives eren aportades per persones externes a l'Oficina d'Informació, i sempre publicades de forma anònima. Les úniques peces que tenien autoria eren les conferències radiofòniques transcrites, i sempre que un article era recollit d'una altra publicació es feia constar en l'entrada d'aquesta. Així mateix, molt sovint altres mitjans d'informació van utilitzar i publicar informacions elaborades pel Boletín. N'és un exemple La Vanguardia.

### Seccions
El butlletí no tenia una estructura fixa. La majoria de seccions, en cas d'existir, apareixen i desapareixen d'un número a l'altre. Les seccions més habituals, a banda de notes informatives, anuncis i editorials, són:
- A la sombra de los plátanos: era el títol de la secció que contenia l'article editorial de caràcter més analític.

- Rádio Prensa internacional era un recull de premsa de diaris d'arreu d'Europa, amb extractes de publicacions com, per exemple, el Times o l'Humanité.

- En el jardín de acracia: contenia consells i articles sobre producció agrícola, des de les quantitats que era necessari produir de cada branca alimentària fins al correcte conreu de la maduixa.

- Noticiario universal: reunia notícies sobre fets succeïts fora d'Espanya.

- Conferències de ràdio-CNT transcrites, sobretot de personalitats rellevants del moviment anarcosindicalista com ara Federica Montseny, que va ser ministra de Sanitat, o el geòleg Alberto Carsí, que va presidir l'Ateneu Pi i Margall de Barcelona.

### Col·laboradors
Malgrat que l'autoria del butlletí era institucional, cal esmentar la col·laboració, entre d'altres, de l'activista i escriptora lituana Emma Goldman, que es va fer càrrec d'una edició setmanal en anglès del butlletí. Així mateix, l'anarquista suec Rudolf Berner va tenir cura d'una edició en suec.